# 민족문제연구소의 친일인명사전 수록자 명단 - 관료
민족문제연구소의 친일인명사전 수록자 명단 - 관료는 2009년 11월 8일에 민족문제연구소가 발간한 친일인명사전 수록자 명단 중 관료 분야에 분류된 이들의 명단이다.

## 관료 분야 목록 (1,207명)

### 가

#### 강 ~ 길
| - 강경희 (康璟羲) - 경찰 - 강계항 (姜啓恒) - 강규원 (姜奎元) - 강근하 (姜根河) - 강대철 (姜大喆) - 강명옥 (康明玉) - 강보형 (姜寶馨) - 경찰 - 강봉서 (姜鳳瑞) - 경찰 - 강상위 (姜尙渭) - 강성희 (姜星熙) - 강세진 (康世鎭) - 강신창 (姜信昌) - 강원달 (康元達) - 강원로 (姜元魯) - 강원수 (姜元秀) - 강익석 (姜益錫) - 강인원 (姜仁遠) - 강준배 (姜駿培) - 강진수 (姜振秀) - 강창구 (姜昌求) - 강창인 (姜昌寅) - 강창희 (姜昌熙) - 강태원 (姜泰遠) - 강태현 (姜泰顯) - 강필성 (姜弼成) - 중추원 - 강홍대 (姜鴻大) - 경훈 (慶勳) - 계광순 (桂珖淳) - 경찰 | - 계순 (桂淳) - 계용각 (桂龍珏) - 계용권 (桂龍權) - 계응규 (桂膺奎) - 계찬겸 (桂燦謙) - 고관식 (高灌植) - 고긍명 (高亘明) - 고병권 (高秉權) - 고영준 (高永準) - 고원식 (高源植) - 중추원 - 고원훈 (高元勳) - 중추원, 경찰 - 고윤수 (高允洙) - 고재열 (高在悅) - 고학진 (高鶴鎭) - 고희승 (高羲升) - 고희준 (高羲駿) - 친일단체 - 공탁 (孔濯) - 곽인호 (郭麟浩) - 곽진 (郭瑨) - 곽한탁 (郭漢倬) - 곽화태 (郭化泰) - 구연복 (具然復) - 구자경 (具滋璟) - 경찰 - 구자록 (具滋祿) - 구종명 (具鍾鳴) - 국순옥 (鞠淳鈺) - 권갑중 (權甲重) | - 권만주 (權萬注) - 권병선 (權丙宣) - 권병필 (權丙弼) - 권순구 (權純九) - 권영석 (權寧錫) - 권영세 (權寧世) - 권영택 (權寧澤) - 권완주 (權完周) - 권익채 (權益采) - 경찰 - 권종원 (權鍾原) - 권주상 (權周相) - 권중만 (權重萬) - 권중명 (權重明) - 권중수 (權重洙) - 권중식 (權重植) - 중추원 - 권중익 (權重翼) - 경찰 - 권중형 (權重衡) - 권중환 (權重煥) - 권창섭 (權昌燮) - 권태소 (權泰韶) - 권태영 (權泰泳) - 권태용 (權泰容) - 권태형 (權泰珩) - 경찰 - 권한상 (權漢相) - 권혁병 (權赫秉) - 권현섭 (權賢燮) - 길원봉 (吉元鳳) |

#### 김
| - 김경배 (金景培) - 김경배 (金莖培) - 경찰 - 김경태 (金慶泰) - 김경희 (金暻羲) - 김관현 (金寬鉉) - 중추원 - 김광일 (金光一) - 김교명 (金敎明) - 김교철 (金敎哲) - 김교필 (金敎弼) - 김구연 (金龜淵) - 김구현 (金龜鉉) - 김규년 (金圭年) - 김규목 (金圭牧) - 김규승 (金奎承) - 김규호 (金奎浩) - 김극일 (金極一) - 경찰 - 김기득 (金箕得) - 김기선 (金基善) - 김기영 (金璣泳) - 김기준 (金基俊) - 김기홍 (金基泓) - 김기환 (金基煥) - 김대우 (金大羽) - 김덕기 (金悳基) - 경찰 - 김덕현 (金悳鉉) - 김도현 (金道鉉) - 김돈희 (金暾熙) - 중추원 - 김동곤 (金東坤) - 김동선 (金東善) - 김동완 (金東完) - 김동우 (金東佑) - 김동운 (金東運) - 김동준 (金東準) - 중추원 - 김동철 (金東轍) - 김동항 (金東恒) - 김동훈 (金東勳) - 중추원 - 김두천 (金斗天) - 친일단체 - 김면수 (金冕秀) - 김면필 (金勉弼) - 김명련 (金鳴璉) - 김명연 (金明淵) - 김명찬 (金明贊) - 김백수 (金百洙) - 김병규 (金柄圭) - 김병규 (金丙奎) - 김병숙 (金秉璹) - 김병엽 (金柄燁) - 김병우 (金秉宇) - 김병욱 (金秉旭) - 중추원 - 김병제 (金丙濟) - 김병직 (金炳稙) - 김병태 (金秉泰) - 해외 - 김병필 (金秉泌) - 김병호 (金秉昊) - 김병호 (金炳鎬) - 김병희 (金炳喜) - 김보현 (金普鉉) - 김복규 (金復圭) - 김봉두 (金奉斗) - 김봉식 (金鳳植) - 김봉진 (金鳳鎭) - 김봉진 (金鳳鎭) - 김봉진 (金鳳鎭) - 김상계 (金商契) - 김상규 (金商圭) - 김상덕 (金商德) - 김상봉 (金相鳳) - 김상수 (金相守) - 김상연 (金祥演) - 김상엽 (金相葉) - 김상윤 (金尙潤) - 김상익 (金商翊) - 김상필 (金相弼) - 김상현 (金尙鉉) | - 김상호 (金相鎬) - 김서규 (金瑞圭) - 중추원 - 김석빈 (金碩彬) - 김석영 (金錫泳) - 김선재 (金善在) - 친일단체 - 김성두 (金成斗) - 김성윤 (金成允) - 김성한 (金星漢) - 김성환 (金聖煥) - 김성환 (金星煥) - 김수오 (金洙梧) - 김수철 (金壽哲) - 김순경 (金舜卿) - 김순봉 (金舜鳳) - 김순조 (金淳祚) - 김승운 (金勝運) - 김승원 (金承源) - 김승표 (金承杓) - 김시권 (金時權) - 김시명 (金時明) - 김시욱 (金時昱) - 경찰 - 김신욱 (金信旭) - 김심영 (金深永) - 김업 (金業) - 김연상 (金然尙) - 중추원 - 김연식 (金璉植) - 김연하 (金演夏) - 김염배 (金廉培) - 김영건 (金永鍵) - 김영걸 (金永杰) - 경찰 - 김영국 (金永國) - 김영근 (金永近) - 김영기 (金暎起) - 김영기 (金榮起) - 김영년 (金永年) - 김영도 (金永道) - 김영두 (金永斗) - 김영묵 (金永默) - 김영배 (金永培) - 중추원, 경찰 - 김영상 (金永祥) - 경찰 - 김영석 (金永碩) - 김영석 (金泳錫) - 김영선 (金永善) - 김영섭 (金暎燮) - 김영섭 (金榮涉) - 김영수 (金永壽) - 김영일 (金榮一) - 김영제 (金榮濟) - 김영진 (金英鎭) - 중추원 - 김영집 (金永執) - 김영필 (金永弼) - 김영화 (金泳華) - 김영훈 (金永薰) - 김영훈 (金泳薰) - 김예현 (金禮顯) - 친일단체 - 김오섭 (金五變) - 김옥현 (金玉鉉) - 김완진 (金完鎭) - 종교 - 김용근 (金龍根) - 김용래 (金用來) - 김용성 (金容晟) - 김용제 (金鎔濟) - 김우식 (金禹植) - 김우영 (金雨英) - 중추원, 해외 - 김우진 (金宇鎭) - 김우현 (金宇鉉) - 김원선 (金元善) - 김원태 (金元泰) - 김원회 (金元會) - 김윤성 (金潤聲) - 김윤수 (金允秀) - 김윤옥 (金允玉) - 김윤정 (金潤晶) - 중추원 - 김응준 (金應駿) - 사법 | - 김의영 (金義泳) - 김의용 (金義鎔) - 김익삼 (金益三) - 김장현 (金壯鉉) - 김재석 (金在錫) - 김재항 (金在恒) - 김재호 (金在晧) - 김재환 (金在煥) - 중추원, 친일단체 - 김정규 (金正奎) - 김정기 (金正基) - 김정덕 (金禎德) - 김정배 (金政培) - 김정제 (金正濟) - 김정태 (金禎泰) - 중추원 - 김정현 (金定鉉) - 김정희 (金井喜) - 김종석 (金鍾奭) - 경찰 - 김종섭 (金宗燮) - 김종순 (金鍾淳) - 김종식 (金淙植) - 김종진 (金淙鎭) - 경찰 - 김종칠 (金鍾七) - 김종화 (金鍾和) - 김종휴 (金鍾烋) - 김주혁 (金周赫) - 김준보 (金俊輔) - 김중삼 (金重三) - 김진민 (金振玟) - 김진선 (金振璿) - 김진현 (金鎭賢) - 김진희 (金鎭熙) - 김찬오 (金贊伍) - 김찬욱 (金燦旭) - 경찰 - 김창균 (金昌鈞) - 교육/학술 - 김창두 (金昌斗) - 김창수 (金瑲洙) - 김창수 (金昌洙) - 중추원 - 김창영 (金昌永) - 경찰, 해외 - 김창욱 (金昌郁) - 김창한 (金彰漢) - 중추원 - 김창현 (金彰鉉) - 김처순 (金處洵) - 김천수 (金千洙) - 김철정 (金澈禎) - 김철호 (金喆浩) - 김태근 (金泰根) - 김태년 (金泰年) - 김태동 (金泰東) - 김태석 (金泰錫) - 중추원, 경찰 - 김태익 (金泰益) - 김태진 (金太鎭) - 김태호 (金泰鎬) - 김택림 (金澤林) - 김학성 (金學成) - 김학수 (金學洙) - 김학응 (金鶴應) - 김한경 (金漢卿) - 김한목 (金漢睦) - 중추원 - 김한식 (金翰植) - 김한은 (金翰殷) - 김현두 (金顯斗) - 김형도 (金亨燾) - 김형운 (金炯運) - 김형태 (金衡泰) - 친일단체 - 김홍규 (金鴻圭) - 김홍식 (金弘植) - 김홍채 (金烘埰) - 김화준 (金化俊) - 중추원 - 김훈 (金薰) - 김흥수 (金興洙) - 김희덕 (金熙德) - 김희선 (金羲善) - 군 - 김희준 (金熙俊) |

### 나
| - 나기정 (羅基貞) - 나지강 (羅智綱) - 나창섭 (羅昌燮) - 나호 (羅鎬) - 남계룡 (南啓龍) - 남궁영 (南宮營) - 중추원 - 남기윤 (南基允) - 경찰 | - 남기홍 (南基洪) - 남용희 (南龍熙) - 남정구 (南廷九) - 남정학 (南廷學) - 남진우 (南振祐) - 남진우 (南晋祐) | - 남필우 (南必祐) - 친일단체 - 남흥우 (南興祐) - 노봉익 (盧鳳翼) - 노영빈 (盧永斌) - 노일 (盧鎰) - 노태식 (盧台植) |

### 다
- 독고위 (獨孤煒)

### 마
| - 마동규 (馬東奎) - 마현희 (馬鉉羲) - 경찰 - 맹건호 (孟健鎬) - 명인화 (明麟華) - 목원학 (睦源學) - 문동호 (文東鎬) - 문명호 (文命浩) - 문무성 (文武晟) | - 문병서 (文炳瑞) - 문작지 (文作之) - 문정창 (文定昌) - 문창규 (文昌奎) - 문태선 (文泰善) - 해외 - 문태원 (文台源) - 문태준 (文泰準) - 문학명 (文學明) | - 문혜관 (文慧觀) - 민기호 (閔箕鎬) - 민상현 (閔象鉉) - 민영오 (閔泳五) - 민원식 (閔元植) - 중추원, 언론/출판, 친일단체 - 민인호 (閔麟鎬) - 민재호 (閔再鎬) |

### 바
| - 박광렬 (朴光烈) - 박규원 (朴奎遠) - 박근수 (朴根壽) - 경찰 - 박기석 (朴箕錫) - 중추원 - 박기환 (朴基煥) - 박낙승 (朴洛承) - 박노태 (朴魯泰) - 박도순 (朴道淳) - 박동익 (朴東翼) - 박동호 (朴東鎬) - 박만수 (朴晩洙) - 박문웅 (朴文雄) - 박민하 (朴敏夏) - 박봉구 (朴鳳九) - 박부양 (朴富陽) - 수작/습작 - 박붕서 (朴鵬緖) - 박상준 (朴相駿) - 중추원, 제국의회, 종교 - 박선철 (朴善哲) - 박성규 (朴聖奎) - 박성완 (朴性完) - 박성주 (朴性宙) - 박승건 (朴承健) - 박승관 (朴承琯) - 경찰 - 박승민 (朴承珉) - 박승봉 (朴勝鳳) - 중추원 - 박승수 (朴昇洙) - 경찰 - 박승원 (朴勝源) - 박승장 (朴承章) - 박승준 (朴承俊) - 박승호 (朴勝瑚) - 박영근 (朴寧根) - 박영근 (朴榮根) - 경찰 - 박영빈 (朴永斌) - 교육/학술 - 박영준 (朴永俊) - 박영진 (朴英鎭) - 박영찬 (朴永贊) | - 박영철 (朴榮喆) - 중추원, 군, 친일단체 - 박용관 (朴容觀) - 박용구 (朴容九) - 중추원 - 박용득 (朴龍得) - 박용섭 (朴墉燮) - 박용익 (朴容益) - 박용하 (朴瑢夏) - 박용현 (朴龍鉉) - 박우현 (朴宇鉉) - 박윤동 (朴潤東) - 박이순 (朴彛淳) - 박이순 (朴利淳) - 박일경 (朴一慶) - 박일헌 (朴逸憲) - 박재섭 (朴在섭) - 박재수 (朴在洙) - 경찰 - 박재홍 (朴在弘) - 박정 (朴政) - 박정규 (朴晶奎) - 박정수 (朴定守) - 박정순 (朴正純) - 경찰 - 박정욱 (朴晶昱) - 박제균 (朴濟均) - 박제륜 (朴濟輪) - 박제승 (朴齊昇) - 박종만 (朴鍾萬) - 박종선 (朴鍾善) - 박종순 (朴鍾舜) - 박종식 (朴鍾植) - 박준성 (朴準性) - 사법 - 박중양 (朴重陽) - 중추원, 제국의회 - 박지양 (朴芝陽) - 박진영 (朴鎭英) - 경찰 - 박찬동 (朴贊東) - 박철 (朴澈) | - 박철희 (朴喆熙) - 중추원 - 박초양 (朴初陽) - 박태병 (朴台秉) - 사법 - 박태순 (朴泰純) - 박해령 (朴海齡) - 중추원 - 박해주 (朴海柱) - 박현모 (朴玄模) - 박형균 (朴瀅均) - 박호근 (朴浩根) - 박홍래 (朴鴻來) - 박희택 (朴喜宅) - 방규홍 (方奎弘) - 방진태 (房鎭汰) - 방한복 (方漢復) - 방환악 (方煥岳) - 배석린 (裵錫麟) - 경찰 - 배선만 (裵善萬) - 배철세 (裵鐵世) - 백낙삼 (白樂三) - 백남일 (白南日) - 백남준 (白南埈) - 백붕제 (白鵬濟) - 백원필 (白元弼) - 백정기 (白定基) - 백철용 (白喆鏞) - 백흥기 (白興基) - 변경삼 (邊卿三) - 변기찬 (邊基燦) - 변시붕 (邊時鵬) - 변영진 (邊永鎭) - 변영화 (卞榮和) - 경찰 - 변정규 (卞廷圭) - 변종환 (邊宗煥) - 부완혁 (夫琓爀) - 부인식 (夫仁植) |

### 사
| - 상호 (尙灝) - 중추원 - 서극형 (徐克衡) - 서기순 (徐紀淳) - 경찰 - 서병린 (徐丙麟) - 서병소 (徐丙韶) - 서병업 (徐丙業) - 서병주 (徐丙周) - 서병현 (徐炳玹) - 서상덕 (徐相悳) - 서상면 (徐相勉) - 서상준 (徐相準) - 서성극 (徐聖極) - 서세갑 (徐世甲) - 서승표 (徐承杓) - 서윤석 (徐允錫) - 서재덕 (徐載德) - 서재식 (徐載軾) - 서정악 (徐廷岳) - 서회보 (徐晦輔) - 중추원 - 석명선 (石明瑄) - 중추원 - 석봉희 (昔鳳熙) - 석진형 (石鎭衡) - 선우렴 (鮮于濂) - 선우박 (鮮于樸) - 경찰 - 성낙영 (成樂英) - 성두식 (成斗植) - 성정수 (成禎洙) - 경찰 - 성창기 (成暢基) - 소진우 (蘇鎭禹) - 소진은 (蘇鎭殷) - 경찰 - 소진하 (蘇鎭夏) - 손경수 (孫景洙) - 경찰 | - 손석도 (孫錫度) - 경찰 - 손영기 (孫永琦) - 손영목 (孫永穆) - 친일단체 - 손응린 (孫應麟) - 손종권 (孫宗權) - 손지현 (孫之鉉) - 손해진 (孫海震) - 경찰 - 손현수 (孫顯秀) - 송갑수 (宋甲洙) - 송문헌 (宋文憲) - 송문화 (宋文華) - 중추원 - 송양호 (宋良浩) - 송원섭 (宋元燮) - 송원홍 (宋元泓) - 송인섭 (宋仁燮) - 송주순 (宋柱淳) - 송주옥 (宋柱玉) - 송찬도 (宋燦道) - 해외 - 송태승 (宋泰昇) - 송택영 (宋宅英) - 신광휴 (申光休) - 신규선 (申圭善) - 신기덕 (申基德) - 신병찬 (辛炳瓚) - 신복근 (辛福根) - 신석린 (申錫麟) - 중추원, 친일단체 - 신석하 (申錫厦) - 신양선 (申養善) - 신양재 (愼良縡) - 경찰 - 신우선 (申佑善) - 중추원 - 신우영 (申宇永) - 사법 - 신원배 (辛元培) | - 신응희 (申應熙) - 중추원 - 신익균 (申益均) - 신재영 (申載永) - 사법 - 신좌균 (申佐均) - 신창렬 (辛昌烈) - 신창섭 (申昌燮) - 신창휴 (申昌休) - 중추원 - 신철균 (申哲均) - 신철균 (申轍均) - 신태건 (申泰建) - 신태무 (申泰茂) - 신태빈 (辛泰斌) - 신태완 (申泰完) - 신태진 (申泰鎭) - 신택영 (申澤永) - 신현구 (申鉉九) - 신현구 (申鉉求) - 중추원, 종교 - 신현태 (申鉉泰) - 신현호 (申鉉浩) - 신희련 (申熙璉) - 중추원 - 심규택 (沈奎澤) - 심노욱 (沈魯旭) - 사법 - 심능익 (沈能益) - 심상국 (沈相國) - 심상준 (沈相俊) - 심상희 (沈相憙) - 심의승 (沈宜昇) - 심종석 (沈宗錫) - 심종순 (沈鍾舜) - 심종협 (沈鍾協) - 심헌택 (沈憲澤) - 심환진 (沈晥鎭) - 중추원 |

### 아
| - 안국선 (安國善) - 안기선 (安琦善) - 안배항 (安培恒) - 안병춘 (安秉春) - 안병헌 (安炳憲) - 안성호 (安聖濩) - 안승렬 (安承烈) - 안승복 (安承馥) - 경찰 - 안식 (安植) - 안영수 (安永洙) - 안용대 (安龍大) - 안용백 (安龍伯) - 안윤옥 (安允玉) - 안정기 (安定基) - 안종철 (安鍾哲) - 중추원 - 안창선 (安昌善) - 안창환 (安昌煥) - 양관용 (梁瓘鎔) - 양봉제 (梁鳳濟) - 양원탁 (梁元鐸) - 양익현 (梁益賢) - 경찰 - 양재만 (梁在萬) - 양재창 (梁在昶) - 중추원 - 양재하 (楊在河) - 해외 - 양재홍 (梁在鴻) - 중추원 - 양홍묵 (梁弘默) - 어용선 (魚瑢善) - 어윤적 (魚允迪) - 중추원, 교육/학술 - 엄구현 (嚴龜鉉) - 엄민영 (嚴敏永) - 엄영택 (嚴永澤) - 엄주완 (嚴柱完) - 엄창섭 (嚴昌燮) - 엄형섭 (嚴衡燮) - 여구현 (呂求鉉) - 연관 (延瓘) - 염규환 (廉圭桓) - 오경린 (吳景麟) - 오광은 (吳光殷) - 오국영 (吳國泳) - 오극선 (吳克善) - 오두환 (吳斗煥) - 친일단체, 해외 - 오병문 (吳炳文) - 오석룡 (吳錫龍) - 오석유 (吳錫裕) - 경찰 - 오세윤 (吳世尹) - 경찰 - 오세흥 (吳世興) - 오수환 (吳受煥) - 오영건 (吳永鍵) - 오영세 (吳檸世) - 경찰 - 오영전 (吳永田) - 오유영 (吳惟泳) - 오재규 (吳在珪) - 오재순 (吳在淳) - 오종수 (吳鍾洙) - 오찬갑 (吳贊甲) - 오치한 (吳致翰) - 경찰 - 오태근 (吳泰根) - 오태여 (吳泰艅) - 경찰 - 오태영 (吳泰泳) - 오태환 (吳台煥) - 중추원 - 오해건 (吳海建) - 왕우순 (王羽淳) - 왕종성 (王宗性) - 원대규 (元大圭) - 원은상 (元殷常) - 원응상 (元應常) - 중추원 - 원의상 (元宜常) - 원정한 (元鼎漢) - 원진희 (元晉喜) - 원훈상 (元勛常) - 위수봉 (魏秀鳳) - 위종기 (魏鍾冀) - 경찰 - 유경환 (兪褧煥) - 유광렬 (柳光烈) - 유광준 (兪光濬) - 류규정 (柳圭政) - 유기덕 (柳基德) - 유기량 (劉冀亮) - 유기호 (柳基浩) - 중추원 - 유대진 (柳大振) - 유만겸 (兪萬兼) - 중추원, 종교 - 유봉석 (劉鳳錫) - 유봉환 (兪鳳煥) - 유빈겸 (兪斌兼) - 중추원 - 유상범 (兪相範) - 유석기 (柳奭基) - 유성렬 (柳成烈) - 유성준 (兪星濬) - 중추원 - 유승해 (柳承海) - 유승흠 (柳承欽) - 중추원 - 유시태 (柳時台) - 유시환 (柳時煥) - 유엽 (兪燁) - 유영준 (兪永濬) - 유영호 (柳榮浩) - 유완종 (劉玩鍾) - 류용진 (柳龍震) - 유익렬 (劉益烈) - 유인수 (柳仁秀) - 유진명 (兪鎭明) - 유진세 (劉鎭世) - 유진순 (劉鎭淳) - 중추원 - 유진창 (兪鎭昌) - 유진혁 (柳鎭爀) - 유진호 (兪鎭浩) - 유철희 (柳哲熙) - 유태영 (柳泰英) - 유태훈 (劉泰勳) - 유혁로 (柳赫魯) - 중추원 - 유홍순 (劉鴻洵) - 해외 - 유홍종 (劉泓鍾) - 친일단체 - 유훈섭 (劉壎燮) - 윤갑병 (尹甲炳) - 중추원, 친일단체 - 윤건용 (尹建鏞) - 윤관 (尹灌) - 윤관일 (尹貫一) - 윤길중 (尹吉重) - 윤남철 (尹南喆) - 윤덕명 (尹德明) - 윤명수 (尹明秀) - 윤명은 (尹命殷) - 윤범행 (尹範行) | - 윤병희 (尹秉禧) - 경찰 - 윤사혁 (尹師赫) - 윤상구 (尹相求) - 윤상학 (尹相鶴) - 윤상희 (尹相曦) - 윤석중 (尹錫中) - 윤석필 (尹錫弼) - 윤석호 (尹錫祜) - 윤성희 (尹成熙) - 윤수병 (尹壽炳) - 윤승로 (尹昇老) - 윤응규 (尹應奎) - 윤자록 (尹滋祿) - 윤종완 (尹鍾琬) - 윤종화 (尹鍾華) - 경찰 - 윤창현 (尹昌鉉) - 윤태림 (尹泰林) - 윤태빈 (尹泰彬) - 윤필 (尹泌) - 윤필구 (尹弼求) - 윤필오 (尹弼五) - 윤하영 (尹夏榮) - 윤헌구 (尹憲求) - 윤형남 (尹亨南) - 윤희성 (尹希誠) - 윤희재 (尹熙再) - 은치황 (殷致黃) - 이경선 (李敬善) - 이경식 (李敬植) - 중추원, 종교 - 이경준 (李景俊) - 이계록 (李季祿) - 이계석 (李啓奭) - 이계한 (李啓漢) - 중추원, 경찰 - 이계호 (李啓浩) - 이공후 (李公厚) - 이관구 (李觀九) - 이관희 (李觀熙) - 이규룡 (李圭龍) - 이규완 (李圭完) - 이규진 (李揆眞) - 이규한 (李圭漢) - 이규홍 (李奎泓) - 이근무 (李根茂) - 이근수 (李瑾洙) - 중추원 - 이근양 (李根陽) - 이근직 (李根直) - 이기 (李琦) - 이기명 (李起明) - 이기방 (李基枋) - 이기백 (李基百) - 이기상 (李基祥) - 이기원 (李起遠) - 이기원 (李起元) - 이기주 (李起鑄) - 이대용 (李大容) - 이덕상 (李悳相) - 이덕응 (李悳應) - 이돈영 (李敦英) - 이동관 (李東寬) - 이동우 (李東雨) - 중추원, 친일단체 - 이동진 (李東鎭) - 교육학술 - 이동한 (李東漢) - 이동혁 (李東爀) - 친일단체 - 이두황 (李斗璜) - 이만식 (李萬植) - 이만용 (李萬用) - 이맹성 (李孟性) - 이면익 (李冕翼) - 이명원 (李命源) - 이명헌 (李明憲) - 이명환 (李明煥) - 이무성 (李武性) - 이문하 (李文夏) - 이민구 (李敏求) - 이민영 (李敏寧) - 이민하 (李玟河) - 이방협 (李邦協) - 이범관 (李範觀) - 이범기 (李範綺) - 이범래 (李範來) - 이범소 (李範紹) - 이범승 (李範昇) - 친일단체 - 이범익 (李範益) - 중추원, 해외 - 이병년 (李秉秊) - 이병렬 (李炳冽) - 이병렬 (李炳烈) - 중추원 - 이병민 (李秉民) - 이병석 (李炳奭) - 이병숙 (李炳璹) - 이병식 (李秉植) - 경찰 - 이병식 (李丙植) - 이병재 (李炳㦳) - 이병천 (李柄千) - 이병휘 (李秉煇) - 이보상 (李輔相) - 이복영 (李復榮) - 이봉구 (李鳳九) - 이봉종 (李鳳鍾) - 이봉화 (李鳳和) - 이사묵 (李仕默) - 이사필 (李思弼) - 이상균 (李相均) - 이상만 (李尙萬) - 이상철 (李象喆) - 이석구 (李奭求) - 이석기 (李錫基) - 이석희 (李錫僖) - 이선호 (李選鎬) - 이선호 (李宣鎬) - 중추원, 해외 - 이성근 (李聖根) - 경찰, 친일단체 - 이성호 (李成鎬) - 이세영 (李世永) - 이소영 (李韶榮) - 이승구 (李承九) - 중추원 - 이승근 (李承瑾) - 이승조 (李承祖) - 이승채 (李升采) - 이승칠 (李承七) - 군 - 이승한 (李承漢) - 이심훈 (李心勛) - 이연회 (李淵會) - 이영식 (李永植) - 이영준 (李榮俊) | - 이영태 (李榮泰) - 이영택 (李榮澤) - 이영화 (李永華) - 이완직 (李完稙) - 이용수 (李龍守) - 이용수 (李鏞洙) - 이용학 (李容鶴) - 이용한 (李容漢) - 친일단체 - 이용휘 (李龍徽) - 이용희 (李龍熙) - 이우경 (李愚暻) - 이우범 (李禹範) - 이운붕 (李雲鵬) - 이원구 (李源九) - 이원국 (李源國) - 사법 - 이원규 (李源圭) - 이원보 (李源甫) - 중추원, 경찰, 친일단체 - 이원영 (李元榮) - 이원찬 (李源讚) - 이원창 (李源昌) - 이원호 (李元鎬) - 이유관 (李裕寬) - 이유석 (李儒晳) - 이윤세 (李允世) - 이윤실 (李允實) - 이윤영 (李潤永) - 이윤영 (李胤榮) - 이은즙 (李殷楫) - 이응원 (李應遠) - 이의풍 (李宜豊) - 군 - 이인규 (李寅奎) - 이인수 (李寅洙) - 이인용 (李寅用) - 이인화 (李寅華) - 이일 (李鎰) - 이장우 (李章雨) - 이장희 (李章喜) - 이재성 (李在性) - 이재신 (李載莘) - 이재탁 (李在鐸) - 이재학 (李在鶴) - 이재화 (李在華) - 이정기 (李楨基) - 이종국 (李鍾國) - 이종극 (李鍾極) - 이종기 (李鍾璣) - 이종소 (李鍾韶) - 이종수 (李鍾洙) - 이종원 (李鍾元) - 이종원 (李鍾元) - 이종은 (李鍾殷) - 이종준 (李鍾駿) - 이종태 (李鍾台) - 이종택 (李鍾澤) - 이종환 (李琮煥) - 이준식 (李畯植) - 이준호 (李浚鎬) - 이준호 (李駿鎬) - 이준홍 (李俊泓) - 이중현 (李中鉉) - 이진호 (李軫鎬) - 중추원, 제국의회 - 이찬 (李瓚) - 이찬영 (李瓚永) - 이찬용 (李燦容) - 이찬욱 (李贊郁) - 이창규 (李昶珪) - 이창근 (李昌根) - 이창룡 (李昌龍) - 이창욱 (李昌郁) - 이채욱 (李采郁) - 이탁응 (李鐸應) - 이태근 (李泰根) - 이태용 (李泰鎔) - 이택규 (李宅珪) - 중추원 - 이택수 (李宅洙) - 이택준 (李澤俊) - 이필국 (李弼國) - 이필동 (李珌東) - 해외 - 이학귀 (李學貴) - 이학규 (李鶴圭) - 이한성 (李漢星) - 이한일 (李漢一) - 이한창 (李漢昌) - 이항녕 (李恒寧) - 이해용 (李海用) - 이해익 (李海翼) - 이현재 (李玄載) - 이호승 (李浩升) - 이홍운 (李洪韻) - 이화원 (李華源) - 이훈영 (李勳榮) - 이흥배 (李興培) - 이흥우 (李興雨) - 이흥재 (李興載) - 중추원 - 이희순 (李熙淳) - 인태식 (印泰植) - 임관호 (任琯鎬) - 임대규 (林大奎) - 임동훈 (林東勳) - 임명순 (林明珣) - 임문석 (林文碩) - 임문환 (任文桓) - 임병억 (林炳億) - 임시재 (任是宰) - 임연상 (林淵相) - 임영준 (林英俊) - 임용준 (林龍俊) - 임원용 (林元龍) - 임응목 (林應穆) - 임준희 (林準熙) - 임진섭 (林震燮) - 임창규 (林昌奎) - 임창재 (任昶宰) - 임철호 (任喆鎬) - 임춘성 (林春成) - 임충재 (任忠宰) - 임한덕 (林翰德) - 임헌영 (林憲永) - 경찰 - 임헌평 (林憲平) - 임홍순 (任洪淳) - 임홍재 (任弘宰) - 임흥재 (任興宰) - 경찰간부 - 경찰 |

### 자
| - 장기창 (張基昌) - 장도건 (張道鍵) - 장문화 (張文華) - 장석원 (張錫元) - 중추원 - 장성화 (張聖和) - 장수길 (張壽吉) - 장순응 (張淳應) - 장연철 (張然哲) - 장영두 (張英斗) - 장영한 (張永翰) - 장용환 (張龍煥) - 장윤규 (張潤圭) - 장윤식 (張潤植) - 중추원 - 장일정 (張日鼎) - 장진석 (張鎭奭) - 장헌근 (張憲根) - 중추원, 경찰 - 장헌식 (張憲植) - 중추원, 친일단체 - 장현태 (張賢泰) - 장훈 (張壎) - 장휴 (張烋) - 전관연 (田觀淵) - 전규락 (全圭洛) - 전기대 (全箕大) - 전덕룡 (田德龍) - 중추원 - 전봉빈 (田鳳彬) - 전봉엽 (全奉燁) - 전봉훈 (全鳳薰) - 전석영 (全錫泳) - 중추원 - 전성오 (全省吾) - 전성진 (全性鎭) - 전예용 (全禮鎔) - 전임봉 (全林鳳) - 전재억 (全載億) - 전재우 (全在禹) - 경찰 - 전종순 (田宗順) - 전지용 (全智鎔) - 전창림 (全昌林) - 경찰 - 전창섭 (全昌燮) - 전치덕 (全治德) - 전태흥 (全泰興) - 전택수 (錢澤洙) - 전하식 (全夏植) - 전형순 (全亨淳) - 전흥문 (全興文) - 정경모 (鄭炅謨) - 정계열 (鄭繼烈) - 정교원 (鄭僑源) - 중추원, 친일단체 - 정국채 (鄭國采) | - 정규봉 (丁奎鳳) - 경찰 - 정규원 (鄭圭瑗) - 정기창 (鄭基昌) - 경찰 - 정낙훈 (鄭樂勳) - 정난교 (鄭蘭敎) - 중추원 - 정동일 (鄭東一) - 정민조 (鄭敏朝) - 정민조 (鄭民朝) - 정병기 (鄭秉岐) - 정병현 (鄭丙鉉) - 정복 (鄭濮) - 정수철 (鄭秀哲) - 정순방 (鄭淳邦) - 정연기 (鄭然基) - 중추원 - 정용기 (鄭龍基) - 정용신 (鄭用信) - 정용한 (鄭容漢) - 정우용 (鄭瑀鎔) - 정운구 (鄭雲衢) - 정운성 (鄭雲成) - 정원모 (鄭元謨) - 정응록 (鄭應祿) - 정인소 (鄭寅韶) - 정인위 (鄭寅瑋) - 정인택 (鄭麟澤) - 정일채 (鄭壹采) - 정자현 (鄭子鉉) - 정재남 (鄭載南) - 정재상 (鄭在祥) - 정재성 (鄭在性) - 정종연 (鄭鍾淵) - 정종진 (鄭鍾振) - 정직모 (鄭稷謨) - 정진기 (鄭璡基) - 정진동 (鄭鎭東) - 정찬선 (鄭燦先) - 정천모 (鄭天謨) - 수작/습작 - 정천종 (鄭千鍾) - 정충원 (鄭忠源) - 경찰 - 정하형 (鄭河亨) - 정해용 (鄭海鎔) - 정해운 (鄭海運) - 정해인 (鄭海仁) - 정호기 (鄭灝基) - 정홍섭 (鄭泓燮) - 정희찬 (鄭熙瓚) - 조경하 (趙鏡夏) - 중추원 | - 조경호 (趙京鎬) - 조구현 (趙九顯) - 조긍현 (趙兢顯) - 조기행 (趙箕行) - 조동민 (趙東敏) - 조동선 (趙東善) - 조동순 (趙東舜) - 조두석 (曺斗錫) - 조두환 (曺斗煥) - 조문제 (趙文濟) - 조병계 (趙炳契) - 조병교 (趙秉敎) - 조병연 (曺秉然) - 조병우 (趙炳禹) - 조병우 (曺秉瑀) - 조병칠 (趙炳七) - 조상만 (趙尙滿) - 조성구 (趙聲九) - 경찰 - 조영찬 (趙永燦) - 조재풍 (趙載豊) - 조정두 (趙正斗) - 조정환 (曹正煥) - 조제균 (趙濟均) - 조종춘 (趙鍾春) - 경찰 - 조종현 (趙宗顯) - 조주현 (趙周顯) - 조중관 (趙重觀) - 조춘원 (趙春元) - 조충현 (趙充顯) - 조풍호 (趙豊鎬) - 조한욱 (趙漢勖) - 조한철 (趙漢喆) - 조희갑 (趙羲甲) - 조희련 (曹禧連) - 조희문 (趙羲聞) - 중추원 - 주공건 (朱公鍵) - 주석균 (朱碩均) - 주시헌 (朱時憲) - 주영린 (朱永麟) - 주영설 (朱寧薛) - 주영환 (朱英煥) - 주영환 (朱榮煥) - 중추원 - 주우 (朱堣) - 주재영 (朱載榮) - 주종덕 (朱鍾悳) - 주진덕 (朱鎭悳) - 진염종 (晉炎鍾) |

### 차
| - 차남하 (車南廈) - 차상열 (車相悅) - 차석민 (車錫敏) - 차윤홍 (車潤弘) - 차종호 (車宗鎬) - 차화선 (車化善) - 해외 - 채규항 (蔡奎恒) - 채린 (蔡麟) - 채선일 (蔡琁日) - 채수강 (蔡洙康) - 채수현 (蔡洙玹) - 천장욱 (千章郁) - 중추원 - 최경식 (崔景植) - 최경진 (崔慶進) - 경찰 - 최기영 (崔基泳) - 최기집 (崔祺集) - 최남교 (崔南敎) - 최덕 (崔悳) - 최동근 (崔東根) - 최두연 (崔斗淵) - 최두영 (崔斗榮) - 최만달 (崔晩達) | - 최문경 (崔文卿) - 최병상 (崔秉相) - 최병원 (崔秉源) - 최병철 (崔秉轍) - 최병혁 (崔丙赫) - 최병협 (崔秉協) - 최봉기 (崔鳳基) - 최상봉 (崔祥鳳) - 최상진 (崔象鎭) - 최상태 (崔相泰) - 최석현 (崔錫鉉) - 경찰 - 최승칠 (崔承七) - 최양호 (崔養浩) - 중추원, 친일단체 - 최연식 (崔演式) - 경찰 - 최용덕 (崔容悳) - 최운상 (崔雲祥) - 최원순 (崔元淳) - 최원식 (崔元植) - 최응두 (崔應斗) - 경찰 - 최익하 (崔益夏) - 최인용 (崔麟溶) | - 최일봉 (崔逸鳳) - 최재익 (崔在益) - 최재호 (崔在浩) - 최정덕 (崔廷德) - 친일단체 - 최주영 (崔周永) - 최준석 (崔俊錫) - 최중옥 (崔中沃) - 최지환 (崔志煥) - 중추원, 경찰 - 최진한 (崔鎭漢) - 최창한 (崔昌漢) - 경찰 - 최창홍 (崔昌弘) - 경찰 - 최탁 (崔卓) - 경찰, 해외 - 최태봉 (崔泰鳳) - 최태현 (崔台鉉) - 최하영 (崔夏永) - 최학래 (崔鶴來) - 최학수 (崔學洙) - 최항묵 (崔恒默) - 최형직 (崔炯稷) - 최홍섭 (崔弘燮) - 최화석 (崔華石) |

### 하
| - 하국원 (河國源) - 하준환 (河俊煥) - 하태서 (河泰瑞) - 한경렬 (韓景烈) - 한교 (韓喬) - 한교서 (韓敎序) - 한국부 (韓國溥) - 한규복 (韓圭復) - 중추원, 친일단체 - 한동석 (韓東錫) - 경찰 - 한복 (韓宓) - 사법 - 한봉섭 (韓奉燮) - 한상용 (韓商鏞) - 한상헌 (韓相憲) - 한석명 (韓錫命) - 경찰 - 한승린 (韓承麟) - 한영렬 (韓永烈) - 한욱 (韓旭) - 한인근 (韓仁根) - 한재경 (韓載經) - 한종건 (韓鍾建) - 경찰 - 한진범 (韓辰範) - 한창수 (韓昶洙) - 한철우 (韓澈瑀) - 한홍석 (韓洪錫) - 한희석 (韓熙錫) - 한희석 (韓禧錫) - 한희항 (韓熙恒) - 함기섭 (咸基燮) - 함덕중 (咸德仲) | - 허강 (許穅) - 허섭 (許燮) - 현두영 (玄斗榮) - 현석호 (玄錫虎) - 현순관 (玄淳琯) - 현의섭 (玄懿變) - 현장호 (玄章昊) - 친일단체 - 현정 (玄棖) - 홍난유 (洪蘭裕) - 홍석현 (洪奭鉉) - 홍성욱 (洪性郁) - 홍순용 (洪淳瑢) - 사법 - 홍순욱 (洪淳頊) - 홍순일 (洪淳一) - 홍승균 (洪承均) - 친일단체 - 홍승표 (洪承杓) - 홍승훈 (洪承勛) - 홍영선 (洪永善) - 홍우도 (洪宇道) - 홍우숭 (洪祐崇) - 홍운표 (洪運杓) - 중추원 - 홍윤남 (洪允南) - 홍은식 (洪殷植) - 홍응관 (洪應觀) - 홍의식 (洪義植) - 홍일룡 (洪一龍) - 홍재설 (洪在卨) - 홍종국 (洪鍾國) - 중추원 | - 홍종만 (洪鍾萬) - 홍종무 (洪鍾懋) - 홍종욱 (洪鍾旭) - 홍종한 (洪鍾瀚) - 홍종희 (洪鍾熙) - 홍창섭 (洪昌燮) - 홍필선 (洪必善) - 홍하규 (洪河奎) - 홍한표 (洪漢杓) - 홍헌표 (洪憲杓) - 황남시 (黃南時) - 황덕순 (黃德純) - 황동준 (黃東駿) - 황명수 (黃明秀) - 황문연 (黃文淵) - 황병희 (黃炳晞) - 황석교 (黃錫翹) - 황영수 (黃永秀) - 황우찬 (黃祐瓚) - 황운성 (黃雲性) - 황윤동 (黃潤東) - 황의박 (黃義博) - 황익연 (黃翼淵) - 황진성 (黃鎭晟) - 황탁린 (黃鐸麟) - 황한용 (黃翰榕) - 황항근 (黃恒根) - 황희민 (黃羲民) |

## 같이 보기
- 친일파 708인 명단 - 도지사
- 친일파 708인 명단 - 도 참여관
- 친일파 708인 명단 - 조선총독부 국장
- 친일파 708인 명단 - 조선총독부 사무관
- 대한민국 정부 발표 친일반민족행위자 명단 - 통치 기구